# Universidad Central de Chile
Universidad Central de Chile är ett privatägt universitet i Chile, beläget i tre städer (Santiago de Chile, La Serena och Antofagasta), grundat 1982 i Santiago de Chile. Det har åtta fakulteter: arkitektur, kommunikation, nationalekonomi, utbildning, ingenjörsvetenskap, juridik, statsvetenskap och samhällsvetenskap.